# De meisjes van de suikerwerkfabriek (lied)
De meisjes van de suikerwerkfabriek is een lied geschreven door Drs. P. Het verscheen op zijn EP Heinz Polzer zingt uit het zangboekje voor bijzienden. Dat plaatje verscheen in 1958. Het liedje heeft een enigszins dubbelzinnige tekst, maar gaat over snoepjes en inpakdames van Jamin (Want de snoepjes van Jamin, die pak je uit en pik je in). Het liedje is ook te horen op zijn verzamelalbum Compilé complé.

## Gerard Cox
Het is ook een single van Gerard Cox en Jan Willem ten Broeke. Die twee heren traden een aantal jaren samen op onder meer in Delft. De B-kant Het duiveltje van Hoh is geschreven door Jules de Corte. Het was de tijd dat Cox nog geen hits had. Pas in 1969 volgde een eerste (alleenstaande) poging met Een broekje in de branding.

## Adele Bloemendaal
In 1970 bracht Adele Bloemendaal haar versie uit op Philips Records met het orkest van Ruud Bos. Haar B-kant bestond uit Gebedje van Ruud Bos en Ben Rowold. Die laatste was afkomstig uit cabaretgroep Lurelei, waar Bloemendaal ook ooit lid van was.

### Evergreen Top 1000
| Evergreen Top 1000 "De meisjes van de suikerwerkfabriek" | Evergreen Top 1000 "De meisjes van de suikerwerkfabriek" | Evergreen Top 1000 "De meisjes van de suikerwerkfabriek" | Evergreen Top 1000 "De meisjes van de suikerwerkfabriek" | Evergreen Top 1000 "De meisjes van de suikerwerkfabriek" | Evergreen Top 1000 "De meisjes van de suikerwerkfabriek" | Evergreen Top 1000 "De meisjes van de suikerwerkfabriek" | Evergreen Top 1000 "De meisjes van de suikerwerkfabriek" | Evergreen Top 1000 "De meisjes van de suikerwerkfabriek" | Evergreen Top 1000 "De meisjes van de suikerwerkfabriek" | Evergreen Top 1000 "De meisjes van de suikerwerkfabriek" | Evergreen Top 1000 "De meisjes van de suikerwerkfabriek" |
| Jaar                                                     | 2008                                                     | 2009                                                     | 2010                                                     | 2011                                                     | 2012                                                     | 2013                                                     | 2014                                                     | 2015                                                     | 2016                                                     | 2017                                                     | 2018                                                     |
| -------------------------------------------------------- | -------------------------------------------------------- | -------------------------------------------------------- | -------------------------------------------------------- | -------------------------------------------------------- | -------------------------------------------------------- | -------------------------------------------------------- | -------------------------------------------------------- | -------------------------------------------------------- | -------------------------------------------------------- | -------------------------------------------------------- | -------------------------------------------------------- |
| Positie                                                  | -                                                        | 960                                                      | -                                                        | -                                                        | -                                                        | -                                                        | -                                                        | -                                                        | -                                                        | -                                                        | -                                                        |